# Brotia microsculpta
Brotia microsculpta е вид охлюв от семейство Pachychilidae. Видът не е застрашен от изчезване.

## Разпространение и местообитание
Разпространен е в Тайланд.
Обитава пясъчните дъна на сладководни басейни и реки.

## Описание
Популацията на вида е намаляваща.